# Daniel Kleppner
Daniel Kleppner, född 16 december 1932 i New York, död 16 juni 2025, var en amerikansk fysiker.
Kleppner studerade vid Williams College där han tog en bachelorexamen (B.A.), Cambridge University där han också blev B.A. 1955, och Harvard University där han blev Ph.D. 1959. Han var senare verksam vid Massachusetts Institute of Technology, där han var professor emeritus.
Kleppner tilldelades Wolfpriset i fysik 2005 för nyskapande arbete inom vätesystems atomfysik, inkluderande forskning på väte-masern, Rydbergatomer och Bose-Einstein-kondensat. Han tilldelades National Medal of Science 2006.